# Bulbophyllum stabile
Bulbophyllum stabile är en orkidéart som beskrevs av Johannes Jacobus Smith. Bulbophyllum stabile ingår i släktet Bulbophyllum och familjen orkidéer. Inga underarter finns listade i Catalogue of Life.